# GoldenEye 007 (videogioco 2010)
GoldenEye 007 è uno sparatutto in prima persona pubblicato in Europa il 5 novembre 2010 per Wii e DS, rifacimento dell'omonimo titolo videoludico del 1997, che uscì su Nintendo 64.

## Trama
In Russia, James Bond, agente 007 dell'MI6, insieme al suo superiore, l'agente 006 Alec Trevelyan, si deve infiltrare in un covo sovietico che costruisce armi chimiche per i terroristi, nel tentativo di distruggerlo, ma le cose si mettono male, Trevelyan viene assassinato da un colonnello e Bond viene costretto a scappare in aeroplano distruggendo la base.
Alcuni anni dopo, il satellite GoldenEye, capace di paralizzare i sistemi informatici mondiali, è utilizzato da un'organizzazione criminale russa di programmatori ed ex-ufficiali dell'armata sovietica.
Ma 007 non sa che il suo ex-amico e mentore 006 ha tradito l'Inghilterra, disgustato dalla sua vita nello spionaggio, inscenando la propria morte e diventando segretamente un criminale internazionale noto come Janus, ma presto lo scoprirà grazie a Valentin Zukowsky, boss mafioso russo, che organizza un incontro tra l'agente segreto di Sua Maestà e il traditore alleatosi con i terroristi russi.
Dopo vari scontri con terroristi pericolosi, Bond uccide Trevelyan e gli ultimi sicari rimasti in una sparatoria, distruggendo la base del gruppo ormai sterminato.

## Modalità di gioco
Le sembianze di James Bond non sono più quelle di Pierce Brosnan come nel videogioco originale, ma quelle di Daniel Craig, successivo interprete del più noto agente segreto al mondo.
Inoltre, anche gli altri personaggi assumono volti nuovi, e le ambientazioni cambiano radicalmente.

## Personaggi
- James Bond (Daniel Craig, Francesco Prando)
- Alec Trevelyan (Elliot Cowan, Matteo Zanotti)
- Xenia Onatopp (Kate Magowan, Renata Bertolas)
- Natalya Simonova (Kirsty Mitchell, Emanuela Pacotto)
- Generale Ouromov (Laurence Possa, Marco Pagani)
- Valentin Zukovsky (Alec Newman, Pietro Ubaldi)

## GoldenEye 007: Reloaded
Nel novembre 2011 è stata pubblicata una rimasterizzazione del gioco per Xbox 360 e PlayStation 3, intitolata GoldenEye 007: Reloaded.